# Solenocaulon akalyx
Solenocaulon akalyx is een zachte koraalsoort uit de familie Anthothelidae. De koraalsoort komt uit het geslacht Solenocaulon. Solenocaulon akalyx werd in 1896 voor het eerst wetenschappelijk beschreven door Germanos. 